# Kleinlützel
Kleinlützel är en ort och kommun i distriktet Thierstein i kantonen Solothurn, Schweiz. Kommunen har 1 197 invånare (2023).
Kleinlützel är en exklav och omges helt av kantonen Basel-Landschaft och Frankrike.